# Resident Evil (spel)
Resident Evil är det första spelet i Resident Evil-serien. Det släpptes ursprungligen till Playstation 1996 men kom redan året efter ut som en "Director's Cut" med några få skillnader. Spelet släpptes även på Nintendo ds under namnet Resident evil deadly silence. Efter detta har spelet också nyutvecklats i flera olika omgångar till bland annat Gamecube år 2002 denna version hade helt ny grafik och röstskådespeleri samt nya områden utanför herrgården att utforska. Denna version fick även en HD remake tillsammans med Resident Evil Zero och släpptes till Xbox one och Ps4 2015 i Resident Evil: Origins Collection.
Spelet är ansett vara en klassiker och ett spel som brukar beskrivas som skaparen av genren överlevnadsskräck (survival horror) vilket är inkorrekt då resident evil från början skulle ha blivit en remake på det spelet som skapade genren (Sweet Home).

## Handling
Spelet utspelar sig i en herrgård utanför Raccoon City, dit två team, Alpha och Bravo, från insatsstyrkan S.T.A.R.S. (Special tactics and rescue service) skickats för att undersöka några brutala mord som hänt i skogen runtomkring Arklay-bergen. Offren verkar överfallits och ätits av djur. Efter att kontakten tappats med Bravo skickas Alpha in för att undersöka situationen. De hittar Bravos brinnande helikopter men inga spår av Bravo själva förutom Kenneths skändade lik. Under tiden de genomsöker området överfalls Joseph Frost av vad som verkar vara muterade hundar och dödas, medan resten av gruppen söker skydd i en närliggande öde herrgård.
Spelaren upptäcker gradvis vad som döljer sig bakom herrgårdens fasad; herrgården var i verkligheten en forskningsanstalt för biologiska vapen och efter en olycka har ett virus läckt ut och personalen som smittats förvandlades till zombies. Försöksdjur som till exempel virusmuterade hundar har rymt och utgör ett hot mot spelaren. Till slut kommer spelaren även över information som antyder att det hela inte är en olyckshändelse utan ett kontrollerat experiment iscensatt av företaget Umbrella där S.T.A.R.S. observeras i strid mot de muterade varelserna och att gruppernas ledare, Albert Wesker, var köpt av Umbrella.

## Karaktärer

### Alpha Team
- Jill Valentine - huvudperson, en av två valbara karaktärer.
- Chris Redfield - huvudperson, en av två valbara karaktärer.
- Albert Wesker
- Barry Burton
- Joseph Frost
- Brad Vickers

### Bravo Team
- Richard Aiken
- Edward Dewey
- Enrico Marini
- Forest Speyer
- Kenneth J. Sullivan
- Kevin Dooley
- Rebecca Chambers

## Spelbara karaktärer
I spelet får man välja mellan två olika spelbara karaktärer Chris Redfield och Jill valentine som till skillnad från Resident Evil 2 kan spelas på samma skiva.

### Jill valentine
Jill Valentine har mer utrymme att bära föremål och kan med hjälp av sin dyrk som hon fick av Barry dyrka små lås. Men Jill kan endast ta två träffar innan hon dör medan Chris kan ta tre. Jill måste även hitta tändaren själv istället för att ha den från början som Chris.

### Chris Redfield
Chris Redfield har mindre utrymme och måste hitta små nycklar för att få upp dörrar. Han är också endast beväpnad med en kniv i början av spelet. Chris tål mer skada än Jill och har tändaren från början.
Beroende på vilken karaktär spelaren väljer kommer spelet utvecklas något olika. Det finns ett flertal olika slutscenarion beroende på vilka val spelaren gör genom spelet. Valet av karaktär påverkar även vem spelaren har chansen att rädda i slutet av spelet.

## Röstskådespelare

### Resident Evil (Original)
| Figur            | Röst           |
| ---------------- | -------------- |
| Jill Valentine   | Okänd          |
| Chris Redfield   | Scott McCullon |
| Barry Burton     | Barry Gjerde   |
| Albert Wesker    | Sergio Jones   |
| Rebecca Chambers | Lynn Harris    |
| Richard Aiken    | Okänd          |

### Resident Evil (REmake)
| Figur               | Röst                |
| ------------------- | ------------------- |
| Jill Valentine      | Heidi Anderson-Swan |
| Chris Redfield      | Joe Whyte           |
| Barry Burton        | Ed Smaron           |
| Albert Wesker       | Peter Jessop        |
| Rebecca Chambers    | Hope Levy           |
| Richard Aiken       | Joe Whyte           |
| Kenneth J. Sullivan | Ed Smaron           |
| Forest Speyer       | Ed Smaron           |
| Brad Vickers        | Adam Paul           |
| Joseph Frost        | Adam Paul           |
| Enrico Marini       | Daniel Hagen        |

## Nyversioner

### Resident Evil: Directors cut
Resident Evil: Director's Cut släpptes 1997 och hade några extra pussel och mindre småförändringar i själva spelet, bl.a. ett nybörjarläge som var litet lättare än originalspelet. Samma år släpptes även en version till Sega Saturn som innehöll allt från originalet på Playstation, men även några fler kostymer man kunde använda sig av när man klarat spelet och ett s.k. Battle-mode som går ut på att man skall besegra alla fiender som finns i närheten på så kort tid som möjligt.

### Resident Evil: REmake
Resident Evil: REmake släpptes 2002 till Gamecube och hade uppdaterad grafik i enlighet med vad Gamecube klarade av. Alla sekvenser och all dialog gjordes om med nya röstskådespelare. Några nya handlingselement lades också in, bland annat herrgårdens arkitekt och ett nytt monster. Spelmässigt fanns det också nyheter som ett försvarsvapen som man kunde aktivera om man blev anfallen för att få död på eller temporärt skada fiender.
I januari 2015 släpptes en ny Hd remake av Resident Evil till Playstation 4 och Xbox one tillsammans med Resident Evil: Zero. 

### Resident Evil: Deadly Silence
Lagom till 10-årsjubileet i början av 2006 släpptes Resident Evil: Deadly Silence, en konvertering till Nintendo DS, som innehöll det mesta från originalspelet samt ett extraspel där man blir anfallen av zombier och måste använda pekskärmen för att slå undan dem med kniven. Spelet innehåller också ett flerspelarläge.
Den 26 juni 2009 släpptes Resident Evil: REmake även till Nintendo Wii i Europa.
I januari 2015 släpptes en ny variant av Resident Evil till Playstation 4 som egentligen är en HD-utgåva av den version som kom till Gamecube år 2002.